# Der Mann an ihrer Seite (Fernsehserie)
Der Mann an ihrer Seite (Originaltitel: The Politician’s Husband, zu deutsch: „Der Ehemann der Politikerin“) ist eine britische dreiteilige Miniserie aus dem Jahr 2013 von Paula Milne als Gegenstück zu ihrer Miniserie The Politician’s Wife („Die Ehefrau des Politikers“) von 1995. Die Hauptrollen als Politiker-Ehepaar spielen diesmal David Tennant und Emily Watson.

## Handlung

### Folge 1
Das goldene Ehepaar in der britischen Politik sind Wirtschaftsminister Aiden Hoynes und seine Frau Freya Gardner, die einen kleineren Posten im Verkehrsministerium innehat. Anders als Aiden hatte sie in der Vergangenheit häufiger auf Aufstiegschancen verzichtet, um sich um ihre gemeinsamen zwei Kinder Ruby und Noah zu kümmern, der Asperger hat.
Die Handlung setzt damit ein, dass Aiden seinen Rücktritt aus dem Kabinett verkündet, laut seiner Rücktrittsrede als Reaktion auf die restriktive Einwanderungspolitik des Premierministers – wie aber richtigerweise vermutet wird, eigentlich um seinen eigenen Führungsanspruch zu behaupten. Als Aidens Freund und Arbeitsminister Bruce Babbish, der ihm zu diesem Manöver geraten und seine Unterstützung zugesagt hatte, es stattdessen im ersten Statement verurteilt, ist Aiden isoliert und seine Chancen dahin. In der Neustrukturierung des Kabinetts erhält Bruce Aidens und Freya Bruces Posten, die damit aufsteigt, unter der Bedingung des Premierministers, dass sie sich auf seine Seite statt Aidens stellt. Dieser wiederum sieht in dem Angebot eine Chance, zurückzuschlagen und einen Maulwurf zu installieren; er instruiert Freya anzunehmen, zu einem günstigen Zeitpunkt dennoch öffentlich zu ihm zu stehen. Als ihr erstes Fernsehinterview ansteht, indem sie direkt und mehrmals gefragt wird, ob sie Aiden unterstützt, antwortet Freya zunächst ausweichend, schließlich aber dass sie mit ihm nicht übereinstimmt.

### Folge 2
Aiden gibt zunächst vor, Freyas Entscheidung zu verstehen und zu respektieren, doch im Bett treibt ihn sein Frust dazu, ihr wehzutun, worüber er anschließend weint. In einer Homestory geben sie sich dennoch harmonisch und Aiden beteuert, er werde Freyas Aufstieg nicht im Wege stehen und fühle sich auch nicht entmannt. Die enge Zusammenarbeit von Freya mit Bruce im Kabinett führt dazu, dass Aiden eine Affäre zwischen ihnen vermutet und paranoid wird. Er versucht einen Platz in einem Wirtschaftsausschuss zu erhalten und anonym eine Twitter-Kampagne gegen Bruce zu starten, was beides fruchtlos bleibt. Währenddessen kümmert er sich verstärkt um die Kinder, besonders um Noah, den er im Schwimmbad vor dem Ertrinken retten muss, was das Verhältnis der Eltern bessert. Als das Au-Pair Dita sich vor Aiden entblößt und ihn zu verführen versucht, weist er sie zurück, aber sagt auch, sie müsse deswegen ihre Arbeit nicht verlassen. Gegenüber Freya verspricht er, seine Fehde gegen Bruce aufzugeben.

### Folge 3
Dita ist verschwunden und hat verbreitet, Aiden habe eine Affäre mit ihr gehabt, doch vor den Journalisten steht Freya zu ihm. Durch Manipulation der Verhütungsmittel versucht er, Freya schwanger zu machen, um ihre Karriere auszubremsen. Es führt aber dazu, dass er sie verdächtigt, mit Bruce geschlafen zu haben, als sie einen Abend in dessen Wohnung verbrachte – stattdessen hatte sie gerade dann Bruces Avancen abgewiesen. Um sich zu rächen, spielt Aiden Bruce vor, ihre Fehde um Freyas Willen beizulegen, indem er ihm einen politischen Plan vorlegt, das Problem der Altenbetreuung durch Einwanderer zu lösen. Während Bruce sich mit Vertretern der Privatfirmen, die dies finanzieren sollen, trifft, hält Aiden eine flammende Rede im House of Commons über Korruption und Ethik. Als daraufhin Videomaterial vom Treffen zwischen Bruce und den Firmenvertretern, die Undercover-Journalisten waren, auftaucht, das ihn bestechlich erscheinen lässt, ist er gezwungen, zurückzutreten.
Bruce macht Aiden und Freya eine Szene mit dem Vorwurf, sie hätten gemeinsam gegen ihn intrigiert. Freya glaubt zunächst nicht, dass Aiden etwas damit zu tun hat, doch als sie den Plan in seinem Büro im Gartenschuppen findet, wirft sie ihm vor, dass er damit nicht nur Bruces, sondern auch ihre eigene Karriere hätte beenden können. Auch sein Vater beschimpft ihn in der Nacht für sein Verhalten, was bei dem alten Mann einen tödlichen Herzanfall auslöst. Erst am Morgen findet die kleine Tochter Ruby ihren Großvazer im Garten liegen. Nach dem Begräbnis arrangiert Freyas Aidens Auszug.
Sechs Monate später ist das goldene Paar der Politik, das den Gerüchten nach nur noch aus politischer Zweckmäßigkeit zusammen ist, in die 10 Downing Street eingezogen; einer als Premierminister, der andere als Stellvertretender Premierminister. Die letzte Bemerkung der Folge enthüllt, dass derjenige, der Premierminister wurde, Freya ist.

## Besetzung und Synchronisation
Die deutschsprachige Synchronisation entstand nach Dialogbüchern und unter der Dialogregie von Matthias Klimsa durch Digital Media Technologie in Hamburg.
Paula Milne erklärte, dass die Nachnamen der Figuren von der Politserie West Wing inspiriert sind.
| Darsteller       | Rolle           | Beschreibung | Synchronsprecher   |
| Politiker        | Politiker       | Politiker | Politiker          |
| ---------------- | --------------- | --- | ------------------ |
| David Tennant    | Aiden Hoynes    | Secretary of State für Wirtschaft, tritt zurück; wird Stellvertretender Premierminister                               | Jaron Löwenberg    |
| Emily Watson     | Freya Gardner   | Minister of State für Verkehr, wird Secretary of State für Arbeit, dann Premierministerin des Vereinigten Königreichs | Christin Marquitan |
| Ed Stoppard      | Bruce Babbish   | Secretary of State für Arbeit, wird Secretary of State für Wirtschaft, tritt zurück                                   | Sascha Draeger     |
| Roger Allam      | Marcus Brock    | Chief Whip im House of Commons                                                                                        | Douglas Welbat     |
| Tim Bentinck     | Freddy Seabourn | Vorsitzender eines Wirtschaftsausschusses                                                                             |                    |
| Weitere          |                 | |                    |
| Jack Shepherd    | Joe Hoynes      | Aidens Vater |                    |
| Lucy Hutchinson  | Ruby Hoynes     | Aidens und Freyas Kinder                                                                                              |                    |
| Oscar Kennedy    | Noah Hoynes     | Aidens und Freyas Kinder                                                                                              |                    |
| Anamaria Marinca | Dita Kowalski   | Aidens und Freyas Au-Pair                                                                                             | Josephine Schmidt  |
| Chipo Chung      | Lian Hooper     | Aidens und Freyas politische Berater                                                                                  |                    |
| Luke Neal        | Drew Bailey     | Aidens und Freyas politische Berater                                                                                  |                    |
| Malcolm Scates   | Kenny Moss      | Aidens und Freyas Fahrer                                                                                              |                    |

## Hintergrund
Der Mann an ihrer Seite wurde von Paula Milne als Gegenstück zu ihrer ebenfalls dreiteiligen Miniserie The Politician’s Wife geschrieben. Während damals die Ehe als Prisma auf das politische Leben diente, sollte es diesmal um Macht innerhalb der Ehe gehen. „Ich wollte erforschen, wie Männer darüber fühlen, wenn ihre Frauen erfolgreicher als sie werden.“ Dies sei zu einem gewissen Grad autobiographisch. Aus eigener Erfahrung stammt auch das Element von Noahs Asperger-Syndrom, das Milnes Neffe ebenfalls hat.
Milne agierte auch als Executive Producer neben David Aukin für Daybreak Productions und Lucy Richter für die BBC. Im Juni 2012 wurden als Hauptdarsteller David Tennant und Emily Watson verpflichtet und begannen die Dreharbeiten in London. Regie führte Simon Cellan Jones.
2018 wurde bekanntgegeben, dass die Produktion eines US-Remakes mit dem Titel Chemistry geplant ist.

## Rezeption
Bei der britischen Erstausstrahlung auf BBC Two wurde die erste Folge von ungefähr 2,5 Millionen Zuschauern gesehen, was einem Marktanteil von etwa 11 Prozent entsprach.
Zur zweiten Folge, die früh eine Vergewaltigungsszene zeigt, erhielt die BBC Beschwerden, dass sie um 21 Uhr gezeigt wurde. Diese verteidigte aber ihre Entscheidung zum Sendetermin.
Sam Wollaston vom Guardian findet, die Serie sei nicht subtil und vermisse die Menschlichkeit, Plausibilität und Charaktertiefe von Borgen, aber als Melodrama sei sie eine Menge Spaß.